# Mitsuko Horie
 (mars 2021).
Si vous disposez d'ouvrages ou d'articles de référence ou si vous connaissez des sites web de qualité traitant du thème abordé ici, merci de compléter l'article en donnant les références utiles à sa vérifiabilité et en les liant à la section « Notes et références ».
Pour les articles homonymes, voir Mitsouko (homonymie).
Mitsuko Horie (堀江 美都子, Horie Mitsuko), née le 8 mars 1957 à Yamato, est une seiyū et chanteuse japonaise.
Elle est en activité depuis 1969 dans l'interprétation d'anison, et est connue dans le monde entier pour plusieurs génériques d'animes qu'elle a interprété durant sa carrière.

## Biographie

### Carrière d'artiste
Elle commence sa carrière d'artiste en 1966, à ses 9 ans, en participant au concours de chant Nisshin Chibikko Dojiman (日清ちびっこのどじまん). Elle y remporte la seconde place. Après ce concours, elle commencera à chanter dans une chorale affiliée à une chaîne de télévision.
Mais ce n'est qu'à ses 12 ans, en 1969, qu'elle commence à être accréditée en tant qu'artiste seule, donc en tant qu'artiste d'anison, avec l'opening de Judo Boy (ou en japonais Kurenai Sanshiro).
Elle interprète alors beaucoup des génériques durant les années 1970 et sera même chargée d'interpréter l'opening de l'anime Choudenji Machine Voltes V (超電磁マシーン ボルテス), alors que les génériques d'animes mecha étaient jusque-ici interprétées seulement par des hommes. 
En 1976-1977, elle est chargée d'interpréter des génériques de Candy Candy. Très vite, elle devient plus connue dans le monde entier, et le sera également, en 1979, avec les génériques du Tour du Monde de Lydie (Hana no Ko Lunlun, 花の子ルンルン). Elle sera alors plusieurs fois chargée d'interpréter plusieurs génériques d'animes cultes à partir des années 80.
Au fur et à mesure que sa carrière avançait, Mitsuko Horie devient peu à peu une personne très respectée, que ce soit par ses fans ou même au sein de la Nippon Columbia. À la fin des années 90, en 1999, lorsque le générique de Choudenji Machine Voltes V devint populaire en Philippines, elle fut même reçue comme une personnalité politique en visite d'État lorsqu'elle vint pour un concert dans le pays.

### Carrière de doubleuse et d'actrice
Elle apparaît dès 1976 dans la série télévisée Space Ironman Kyodain (宇宙鉄人キョーダイン, Uchuu Tetsujin Kyodain). Elle refusera cependant plusieurs offres dans les prochaines années, déclarant qu'elle ne pouvait supporter son lourd fardeau physique. Elle réapparaîtra alors 37 ans plus tard, en 2013, dans une série TV parodique, Hikonin Sentai Akibaranger (非公認戦隊アキバレンジャー).
Sa carrière de doubleuse commence cependant déjà à la fin des années 70, avec Uchuu Majin Daikengou (宇宙魔神ダイケンゴー). Elle signe alors un contrat avec l'agence Aoni Production. En plus de sa carrière d'artiste, elle double plusieurs animes, où elle sera celle qui interprétera les génériques mais aussi le personnage principal : elle est alors connue pour ses doublages de Lalabel dans Le Monde enchanté de Lalabel (Mahou Shoujo Lalabel, 魔法少女ララベル), ou Caroline (Akko) dans la seconde saison de Caroline (Himitsu no Akko-chan, ひみつのアッコちゃん) ; au sein des animes de la World Masterpiece Theater, Pollyanna dans la série éponyme, Judy Abbott dans Papa longues jambes et Rémi dans la série de 1997 d'Ie Naki ko Remi (家なき子レミ). Elle a aussi prêté sa voix dans beaucoup d'autres animes, comme Dr. Slump, Les Chevaliers du Zodiaque ou Sailor Moon. 
Malgré certains défauts, Horie déclare que "continuer à participer [à un anime, seulement] en tant que chanteuse [lui] serait embarrassant" et c'est pourquoi elle persévère, tout en apprenant, dans le doublage. D'après elle, ce serait Pollyanna "qui [l']aurait sauvée" de cet embarras.

## Voxographie
Les animes auxquels Horie a participé en tant que personnage principal de l'anime sont en gras.
| Année | Anime                                | Personnage                                                                                                  |
| ----- | ------------------------------------ | --- |
| 1978  | Space Ironman Kyodain                | Cléo |
| 1979  | Coral no Tanken                      | Taro Chiyo Narration                                                                                        |
| 1979  | Dai Kyouryuu Jidai                   | Remi |
| 1980  | Le Monde enchanté de Lalabel         | Lalabel |
| 1983  | Dr. Slump                            | Obotchaman                                                                                                  |
| 1983  | Embrasse-moi Lucile                  | Yaeko Mitamura (Lucile en vf)                                                                               |
| 1984  | Signé Cat's Eyes (saison 2)          | Noriko Kurokawa                                                                                             |
| 1984  | Yume Senshi Wingman                  | Kurumi Mimori                                                                                               |
| 1985  | Kitaro le Repoussant (saison 3)      | Nix |
| 1985  | Princesse Sarah                      | Donald Carmichael                                                                                           |
| 1985  | Pro Golfer Saru                      | Wakaba |
| 1985  | Lupin III Part III                   | Ann |
| 1986  | Uchuusen Sagittarius                 | Sibip |
| 1986  | Pollyanna                            | Pollyanna Whittier                                                                                          |
| 1987  | Raconte-moi une histoire (saison 1)  | Narration Chaperon Rouge (S1E05) Rose Rouge (S1E09) la princesse Rose Sauvage (S1E18) Cendrillon (S1E23-24) |
| 1987  | Dragon Ball                          | Upa |
| 1988  | Le Petit Lord                        | Cocky |
| 1988  | Caroline (saison 2)                  | Akko/Atsuko Kagami (Caroline en vf)                                                                         |
| 1988  | Ikinari Dagon                        | Lily |
| 1988  | City Hunter 2                        | Shouko Takarada                                                                                             |
| 1988  | Les Chevaliers du Zodiaque           | Hilda de Polaris                                                                                            |
| 1988  | Raconte-moi une histoire (saison 2)  | Narration Lily Maria Raiponce Hildegard Christine la femme d'Hunter                                         |
| 1988  | Muscleman: Tatakae!! Ramenman        | Uzura |
| 1989  | Malicieuse Kiki                      | Kaori Haruno                                                                                                |
| 1989  | Biri Inu Nan demo Shoukai            | Yumeboshi Akari                                                                                             |
| 1990  | Papa longues jambes                  | Judy Abbott                                                                                                 |
| 1991  | Talulu le magicien                   | Jinningyo Zaken                                                                                             |
| 1992  | Le Rêve de Jeanie                    | Jeanie McDowell Narration                                                                                   |
| 1992  | Dr. Slump (spécial nouvel an 1992)   | Obotchaman                                                                                                  |
| 1995  | Musti                                | tous les personnages                                                                                        |
| 1996  | Rémi, enfant sans foyer              | Rémi |
| 1996  | Sailor Moon                          | Sailor Galaxia                                                                                              |
| 1997  | Cutie Honey Flash                    | Electric Panther                                                                                            |
| 1998  | Caroline (saison 3)                  | la Reine du Pays du Miroir                                                                                  |
| 1999  | Mr. Driller                          | Hori Susumu Petit Anna Hottenmeier                                                                          |
| 2002  | Lightning Attack Express             | la mère de Suguru                                                                                           |
| 2003  | Submarine Super 99                   | Miyuki Moriki                                                                                               |
| 2005  | Monchhichi                           | Narration                                                                                                   |
| 2007  | Kaze no Shoujo Emily                 | Lucy |
| 2007  | Happy Lucky Bikkuriman               | le commandeur général Mitch                                                                                 |
| 2007  | Shigurui                             | Ryonosuke Kondo                                                                                             |
| 2007  | Rika-chan                            | la mère Narration                                                                                           |
| 2008  | Porphy no Nagai Tabi                 | Monica |
| 2009  | Konnichiwa Anne: Before Green Gables | Jessie Guresson                                                                                             |
| 2009  | Negibouzu no Asatoro                 | Yurine no Sen                                                                                               |
| 2017  | Little Witch Academia                | Woodward |
| 2018  | Ryuo no Oshigoto!                    | Akina Hinazuru                                                                                              |

## Musique

### Animation[1]
| Année | |
| ----- | --- |
| 1969  | Second générique de début de Kurenai Sanshiro Générique de début et de fin de Hakushou Daimaou |
| 1970  | Génériques de début et de fin de Mahō no Mako-chan |
| 1971  | Générique de fin de Sasurai no Taiyo Générique de Tenma Tenpei Générique de fin du Voyage de Ryu |
| 1973  | Génériques de début et de fin de Démétan, la petite grenouille Génériques de début et de fin des Contes de la forêt verte (sous le nom Micchi to Chatterers) |
| 1974  | Génériques de début et de fin de Jim Button Générique de fin de Urikupen Kyūjotai Générique de début de Tentoumushi no Uta |
| 1975  | Premiers génériques de début et de fin de Sazae-san Génériques de début et de fin de La Tulipe noire (première version des génériques, rechantés par la suite par Arlène Tempier) Génériques de début et de fin d'Arabian Nights: Sindbad no Bouken Génériques de début et de fin d'Andes Shounen: Pepero no Bouken Génériques de début et de fin de Kum Kum |
| 1976  | Génériques de début et de fin d'Huckleberry no Bouken Génériques de début et de fin de Youkaiden Nekome Kuzou Second générique de fin de Tentoumushi no Uta Génériques de début et de fin de Magne Robo Gakeen Génériques de début et de fin de Candy Candy Génériques de début et de fin de Little Lulu to Chicchai Nakama                                  |
| 1977  | Générique de fin de Glacier Warrior Gaislugger Génériques de début et de fin d'Ashita e Attack Générique de début et de fin de Choudenji Machine Voltes V Générique de fin de Choujin Sentai Baratack Génériques de début et de fin de Yakyuukyou no Uta |
| 1978  | Génériques de début et de fin de Majokko Tickle Générique de fin d'Ikkyuu-san Générique de début d'Uchumajin Daikengou Générique de fin de Gatchaman II |
| 1979  | Générique de début d'Hana no Ko Lunlun (Le Tour du Monde de Lydie) Générique de début de Mirai Robo Daltanious Génériques de début et de fin de Dokaben Thème d'ouverture du film de Papa longues jambes (studio Tatsunoko Production) |
| 1980  | Génériques de début et de fin de Lalabel Génériques de début et de fin de Wakakusa Monogatari (studio Toei Animation) Second générique de fin de Space Battleship Yamato III |
| 1981  | Génériques de début et de fin de Belle et Sébastien (Meiken Jolie) Génériques de début et de fin de Sandy Jonquille (Hello! Sandybelle) |
| 1983  | Générique de début d'Embrasse-moi, Lucile (Aishite Knight) |
| 1984  | Génériques de début et de fin de Mori no Tonto-tachi |
| 1986  | Générique de début de Pro Golfer Saru: Super GOLF World e no Chousen!! Générique de Mujigen Hunter Fandora Thèmes de Saint Seiya (Friends in the Sky, Athena no Komoriuta [1987]...) |
| 1987  | Génériques de début et de fin de Dangaioh Sixième générique de fin de Doraemon (série de 1979) |
| 1988  | Septième générique de fin de Doraemon (série de 1979) Génériques de début et de fin d'Ikinari Dagon Générique de fin de Biriken |
| 1990  | Génériques de début et de fin de Papa longues jambes (studio Nippon Animation) |
| 1992  | Générique de fin de Yousei Dick Génériques de début et de fin de Kaze no Naka no Shoujo: Kinpatsu no Jeanie |
| 1993  | Troisième et quatrième ending de Casshan: Robot Hunter |
| 1996  | Thèmes de Sailor Moon Sailor Stars (Poem, Prologue, Golden Queen Galaxia...) |